# Història precolonial d'Angola
La història precolonial d'Angola va durar fins que Portugal es va annexar el territori com a colònia el 1655.

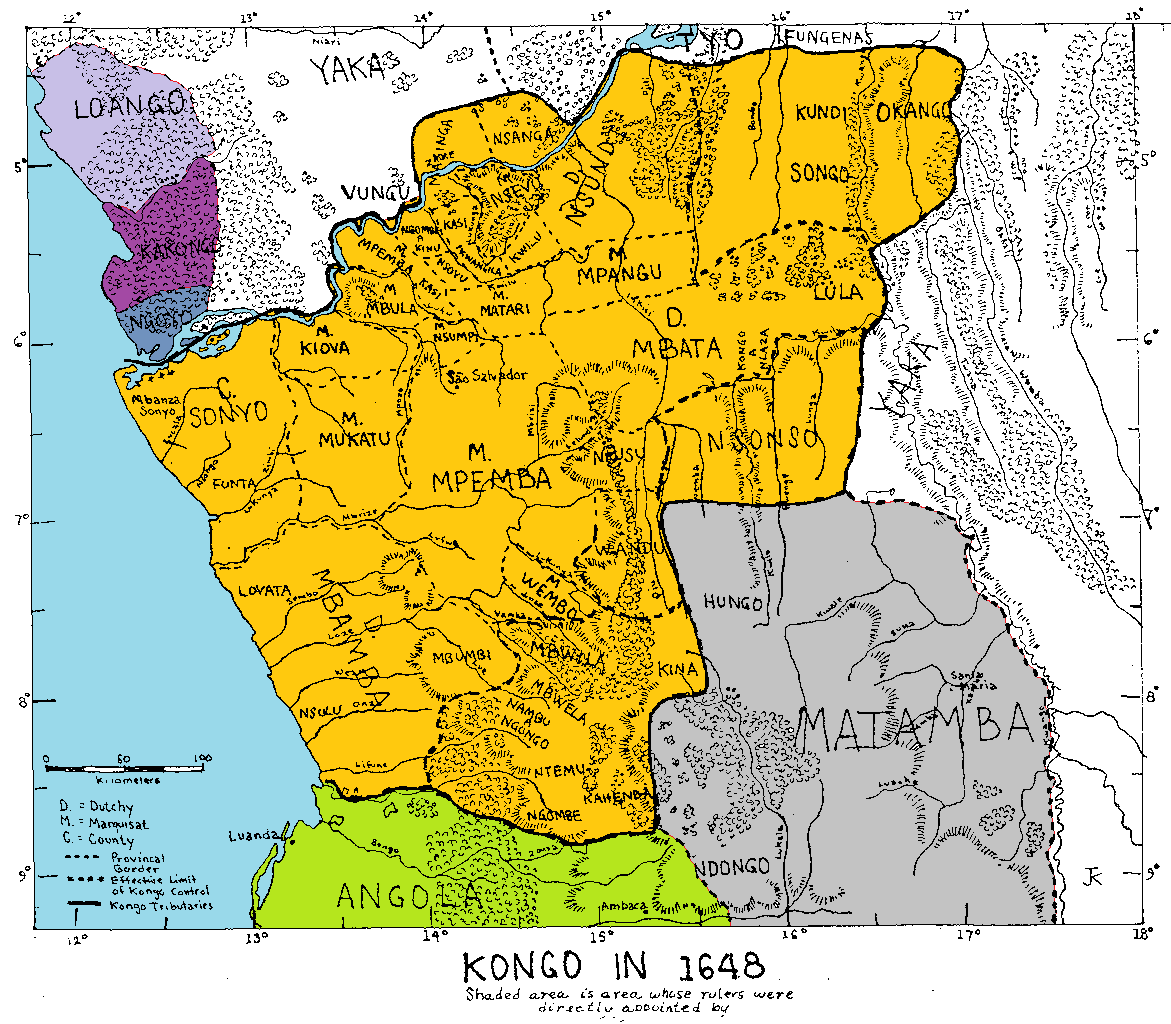
Mapa del Regne del Congo i adjacents, 1648

## Paleolític
Els primers habitants de l'àrea d'Angola es creu que han estat caçadors recol·lectors khoisans, les restes dels quals es remunten al Paleolític.
Basant-se en proves arqueològiques i lingüístiques, els estudiosos creuen que a partir dels darrers segles abans de Crist, els pobles que parlen llengües de la família gantu occidental van entrar a l'estat i van introduir l'agricultura i el treball en ferro. Els estudis d'ADN de Cabinda no han trobat traces de cap altre grup de població diferent del bantu en la població actual. Esperaven trobar proves d'ascendència combinada. Això fa que sigui difícil explicar l'existència d'una població anterior, llevat que els parlants bantus els haguessin substituït per complet i ràpidament sense intermatrimonis (tot i que hi havia hagut intermatrimonis en parts centrals d'Angola). A més, part dels khoisan es va retirar al que ara és el sud d'Angola, així com al nord de Botswana i de Namíbia, on encara hi viuen grups importants.

## Segle XV
Els portuguesos es van establir a la costa oest de l'Àfrica cap al final del segle xv. Diogo Cão va trobar el Regne del Congo i el riu Congo el 1482. Va erigir un pilar de pedra a la desembocadura del riu, que en conseqüència va prendre el nom de Rio do Padrão. Va intercanviar ostatges amb la població local, que li va informar que el país estava subjecte a un gran monarca, Manikongo o senyor del Regne del Congo, resident a Mbanza Kongo. Va arribar a la costa angolesa el 1484.
Els portuguesos van establir una relació de cooperació amb els governants del Congo. Gonçalo de Sousa va ser enviat en una ambaixada formal el 1491; i els primers missioners van entrar al país amb ell. El rei Nzinga Nkuwu del Congo va ser batejat en aquest moment, i prengué el nom de João en honor del rei de Portugal. El Congo va adoptar el catolicisme. Altres estats existents aleshores incloïen Kongo dia Nlaza i Nziko, situats a l'est del Congo, Ndongo, a les terres altes entre els rius Kwanza i Lukala, el Regne de Benguela, situat a la part davantera de l'altiplà de Bié, i Songo, situat al sud de Ndongo.

## Segle XVI
El rei Afonso Mvemba Nzinga, fill del rei Nzinga Nkuwu, va establir el cristianisme com a religió nacional el 1520. El 1595, el papa va declarar que el Congo era una seu episcopal. L'església principal, construïda el 1548 i dedicada al Salvador (São Salvador), va ser nomenada catedral, la jurisdicció de la qual incloïa tant el Congo com la colònia portuguesa d'Angola.

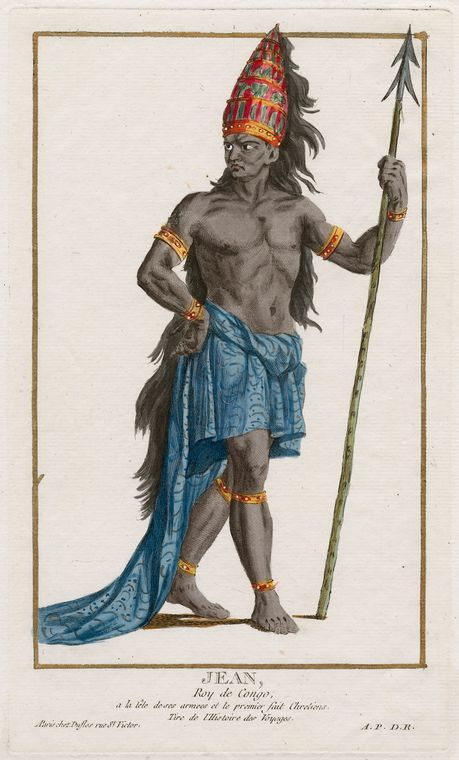
Joao I del Congo

Portugal va tenir diverses missions al veí del sud del Congo, Ndongo; la primera va ser enviada el 1520, però va fracassar i se'n retirà. Una segona missió va ser enviada a Ndongo el 1560, liderada per Paulo Dias de Novais i incloïa sacerdots jesuïtes. Dias de Novais va tornar a Portugal el 1564, deixant el jesuïta Francisco de Gouveia a Ndongo. Mentre era a Portugal, Dias de Novais va aconseguir una subvenció que li permetés colonitzar el país. A canvi d'acceptar recaptar fons privats per finançar la seva expedició, portar colons portuguesos i construir forts al país, la corona li va donar els drets de conquistar i governar les seccions al sud del riu Cuanza.

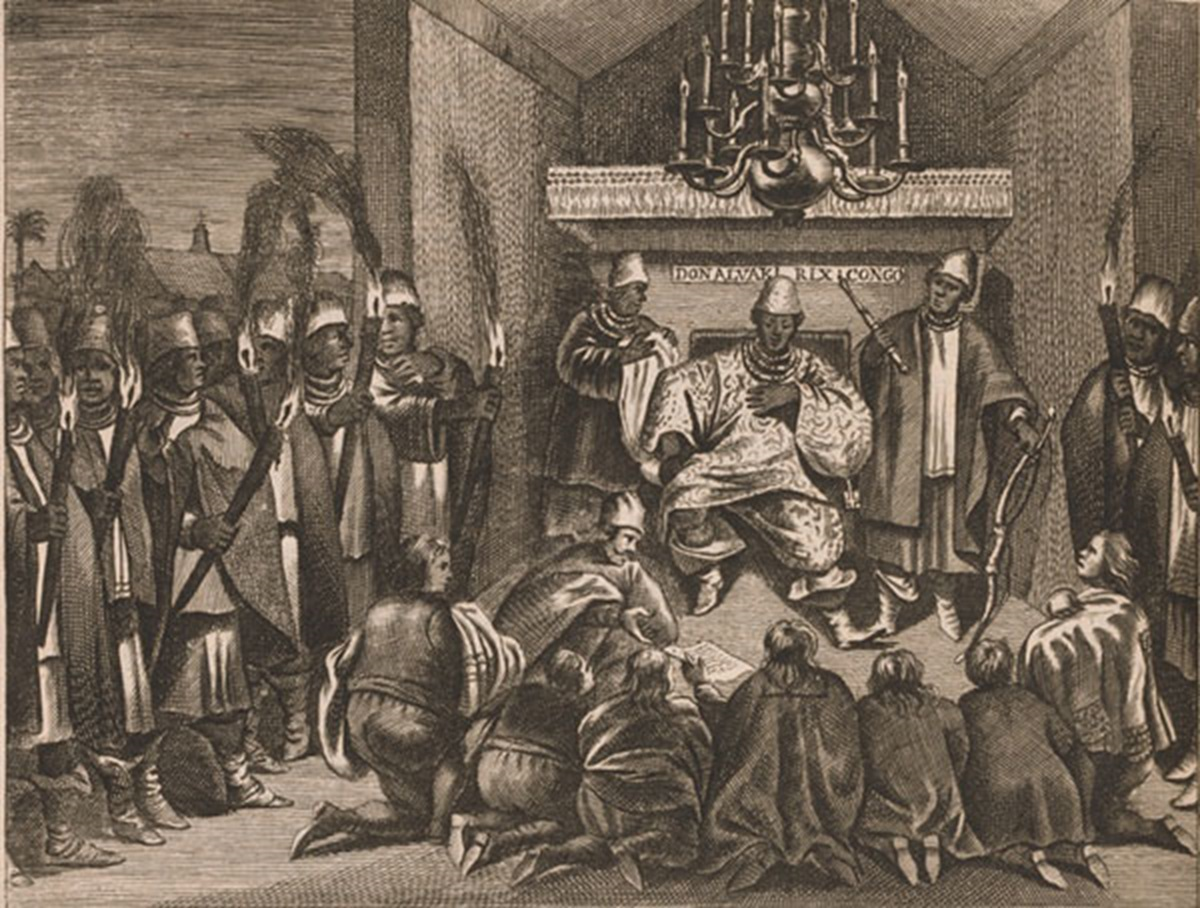
Cort de Garcia II

Dias de Novais va arribar a Angola amb una força armada i més sacerdots jesuïtes. Originàriament planejava oferir la seva petita força com a reforç mercenari a Ndongo i al Congo per a les seves diverses guerres. Després d'un èxit indiferent, un portuguès que havia residit durant molt de temps al Congo, Francisco Barbuda, va persuadir al rei de Ndongo que Portugal volia dominar el seu país. Actuant en aquesta intel·ligència, el rei va ordenar que els portuguesos fossin assassinats i expulsats. El 1579, per tant, Ndongo va fer una guerra sobtada i devastadora per als portuguesos (i els seus molts servents i esclaus, molts dels quals eren del Congo) i els va expulsar de Ndongo a unes poques explotacions de la regió al voltant de Luanda. Els portuguesos van ser auxiliats en la seva defensa pel Congo; el seu rei Àlvar I va enviar un gran exèrcit en el seu suport i va atacar Ndongo en venjança per la matança d'esclaus congos. Encara que l'exèrcit del Congo va ser derrotat intentant travessar el riu Bengo i es va quedar sense subministraments, Dias de Novais va aconseguir mantenir Luanda i el petit fort de Nzele sobre el riu Cuanza.

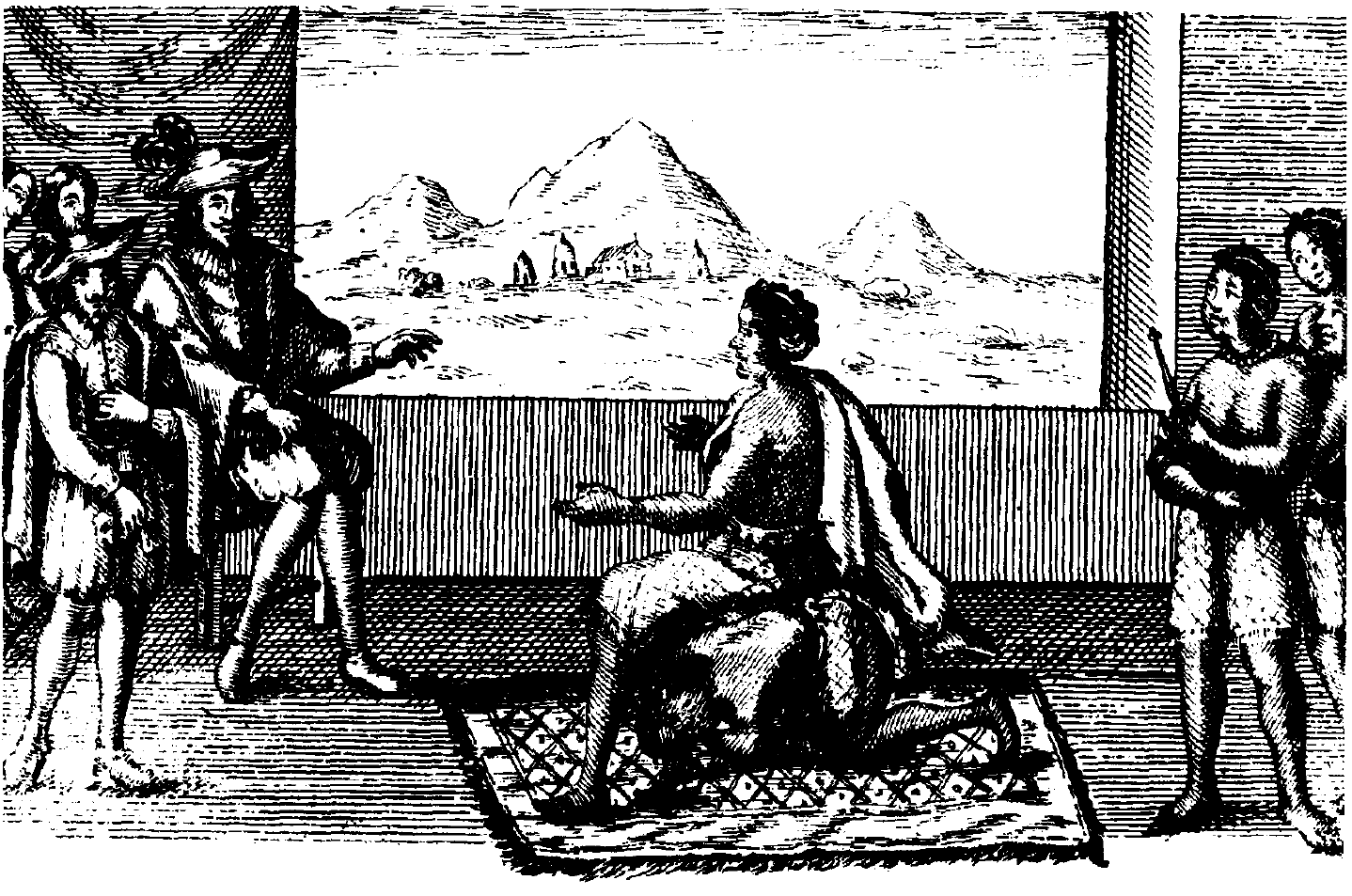
La reina Nzinga en negociacions de pau amb el governador portuguès de Luanda, 1657

De 1575 a 1589, quan va morir, Dias de Novais va intentar recuperar i expandir les possessions portugueses a la vall del Cuanza. Ho va fer en gran manera fent aliances amb governants locals que estaven descontents amb el govern Ndongo, principalment el governant (soba) de Muxima. En aquest esforç, el portuguès va aconseguir fer-se càrrec de la província d'Ilamba, situada entre els rius Cuanza i Bengo, i en una dura batalla el 1582 va fundar la posició de Massangano, a la confluència dels rius Cuanza i Lucala. Amenaçat per les victòries dels exèrcits Ndongo el 1583 i 1585, el tinent de Dias de Novais, Luis Serrão, que es va fer càrrec de la colònia després de la mort de Dias de Novais el 1589, va comportar un atac a la capital de Ndongo, a Kabasa. Tanmateix, aquest atac va ser un fracàs espectacular, ja que Ndongo, aliat amb el seu veí Matamba, va aixafar l'exèrcit portuguès i el va tornar a Massangano.
El següent període va ser d'estancament, encapçalat per un acord de pau el 1599. Els governadors portuguesos del moment, que es trobaven febles per atacar Ndongo, es van mostrar contents de comprometre's amb el regne i buscar oportunitats per utilitzar els seus propis conflictes polítics en avantatge seu.

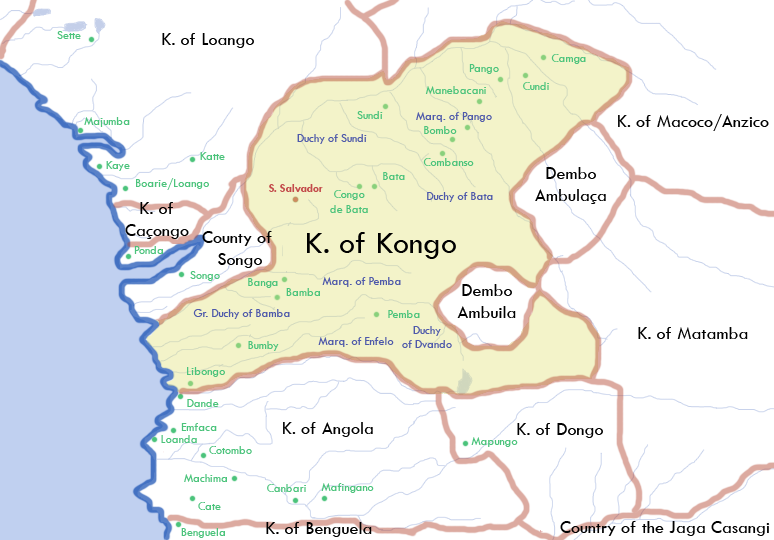
Regne del Congo i veïns, 1711

## S. XVII
Al voltant del 1600, els mercaders portuguesos que treballaven a la costa al sud del riu Cuanza van trobar bandes imbangala que, després, atacaven el Regne de Benguela, capità de la regió. Aquests imbangala estaven disposats a vendre captius que havien pres en les seves guerres als portuguesos a canvi de béns europeus. Al voltant de 1615 els governants portuguesos van convidar algunes d'aquestes bandes a creuar el Cuanza i servir en els seus exèrcits. El governador Luís Mendes de Vasconcellos va usar aquestes bandes amb bon resultat, quan, a partir de 1618, les va utilitzar per a reforçar els seus exèrcits i els rebels locals per atacar Ndongo. Durant els propers tres anys, va expulsar el rei de Ndongo de la seva capital a Kabasa, obligant-lo a refugiar-se a les illes Kindonga, al riu Cuanza, va capturar membres de la família reial, va enviar forces expedicionàries fins a l'interior de Matamba, i va capturar i exportar fins a 50.000 persones com a esclaus a Brasil i les Índies. Els primers africans que van arribar a la colònia anglesa de Virgínia van ser presos d'aquests captius, capturats per corsaris anglesos que ataquen els vaixells.
El 1617 els imbangala s'aliaren amb els portuguesos en la invasió de Ndongo. Els imbangala es va fer amb la vall de Cuango, i hi formaren un nou regne. Els imbangala expandiren el comerç venent sal per a mercaderies als veïns regionals, i esclaus als portuguesos. La reina Nzinga de Ndongo va viatjar a Luanda el 1623 i va negociar amb èxit la pau. L'administrador portuguès encarregat d'Angola va adoptar a Nzinga com la seva neta, i li donà el nom cristià d'Ana de Sousa. Tanmateix, la pau amb Portugal no va afectar les pobres relacions entre els regnes d'Imbangala i Ndongo. Imbangala va continuar atacant i segrestant civils de Ndongo, i venent-los com a esclaus. Portugal va intervenir-hi militarment, aparentment en representació de Nzinga, i ella i molts kimbundu es van retirar cap a l'est de Matamba. Allà va establir un nou Regne kimbundu i es preparava per a la guerra amb els portuguesos. Els portuguesos van declarar Ari Kiluanji nou ngola (cap) com a cap de Ndongo. Kiluanji mancava de legitimitat política i religiosa als ulls de molts kimbundu, que es van revoltar contra el nou establiment, encoratjats per Nzinga.
Després de la guerra, el rei de Ndongo va enviar la seva germana Njinga Mbandi a Luanda per negociar un tractat de pau el 1622. Les bandes imbangala no havien resultat tan obedients com els portuguesos esperaven i estaven assolant tant les terres Ndongo com les controlades per Portugal. En els termes de l'acord negociat de Njinga, Portugal va acordar retirar-se d'un fort a Ambaca que Mendes de Vasconcellos havia fundat com a base per a les seves operacions contra Ndongo, i retornar un gran nombre de serfs (kijiko) que havien capturat, ajudar a restringir l'operació imbangala a Ndongo, i permetre al rei tornar a la seva capital tradicional. A canvi, Ndongo juraria vassallatge a Portugal i hi pagaria 100 esclaus a l'any en homenatge. Tanmateix, cap d'aquestes condicions es va complir.
El successor de Mendes de Vasconcellos, Joâo Correia de Sousa, va acceptar els termes del tractat, en part perquè esperava repetir la guerra dels seus predecessors amb ajuda imbangala contra el Congo. El 1622 va liderar una sagnant campanya contra el territori de Kasanze, situat a prop de Luanda i sota l'autoritat del Congo, al·legant que el subordinat de Congo Nambu a Ngongo albergava esclaus fugitius; va envair aquesta regió i, finalment, va disgustar que els electors Kongo que havien escollit Pere II, l'antic duc de Mbamba per ser rei de Kongo, havien envaït Mbamba. El novembre de 1622, es va trobar amb un exèrcit Congo ràpidament reunit a la batalla de Mbumbi i el va derrotar, després que els aliats imbangala es menjaren el duc i altres nobles Congo. No obstant això, Pere II va aixecar un exèrcit més gran, va derrotar la força portuguesa i va començar una campanya d'humiliació per a molts residents portuguesos al Congo. Després d'aquest xoc, molts residents portuguesos a Luanda, que havien invertit diners al Congo, es van veure amenaçats amb la ruïna i van exigir que el governador marxés. Correia de Sousa va ser expulsat de Ndongo i va ser empresonat a Portugal. Mentrestant, Kongo també havia establert una aliança amb la Companyia Holandesa de les Índies Occidentals per atacar Luanda, i la junta que governava Angola després de l'expulsió de Correia de Sousa ràpidament va fer la pau amb el Congo, i tornà alguns esclaus dels quals s'havia apoderat. Com a resultat, Congo es va negar a ajudar a la flota de Piet Heyn dels Països Baixos quan va arribar i va atacar Luanda el 1624.
Després de la catàstrofe de Correia de Sousa, la corona va enviar Fernão de Sousa com a governador d'Angola el 1624. Tenia ordres de fer menys guerres injustes al país i va tractar d'ordenar el seu sistema fiscal. Però va insistir a mantenir posicions portugueses a Ambaca i retornar els kijiko capturats a Ndongo, i es va mostrar reticent a reconèixer Njinga com a sobirana de Ndongo després de la mort del seu germà per suïcidi el 1624. Com a resultat del fracàs de les negociacions, de Sousa va emprendre una sèrie de guerres contra Njinga. Dues guerres importants el 1626 i 1628 van portar Njinga des de l'illa de Kingdonga fins a Matamba, on va establir la seva base el 1631. Seguidament va iniciar negociacions i, el 1639, Njinga va concloure una pau amb Portugal. Al mateix temps Portugal va establir relacions diplomàtiques amb el Regne de Kasanje, la banda imbangala que ocupava la vall del riu Kwango al sud dels dominis de Njinga a Matamba.
Salvador de Sá e Benevides va intentar restaurar l'autoritat portuguesa al màxim possible durant el seu govern de 1648 a 1652. No obstant això, va fer pocs avenços, a més d'obligar Njinga a retirar-se de la seva posició a Cavanga a Matamba. Els seus successors al segle xvii van intentar renovar la guerra que havia ampliat l'autoritat portuguesa i van omplir els vaixells dels esclaus abans de l'interludi holandès. Les polítiques estrangeres agressives, però, hi van tenir menys èxit. Després d'una campanya desastrosa a Kisama el 1654-55, el governador s'enfrontava a una desobediència dels pobladors molt estesa, ja que van veure que les guerres danyaven el comerç.